# 青少年ペンフレンドクラブ
青少年ペンフレンドクラブ（せいしょうねんペンフレンドクラブ、Pen Friend Clubs of Japan）は、日本郵便株式会社が運営する団体である。略称は「PFC」。
文通により「平和な世界をきずき」「友愛にあふれる社会をつくり」「教養ゆたかな人間をめざ」すことをスローガン（三信条）に掲げる文化団体で、それぞれの英訳である「Peace」「Friendship」「Culture」が略称の3文字と対応している
。
国内外の文通愛好家が集う場として運営されると同時に、数々の平和、社会、文化に関わる活動に参加、またはそれらを開催している。

## 概要
主な活動としては、事務局が仲介する文通相手の募集・紹介と、団体が主催する手紙作成体験ワークショップ、PFCイベント、PFC交流会などがある
。
入会に年齢や国籍などの制限はなく、入会審査を経ることでだれでも入会することができるが、中学生以下は保護者の同意が必要となる。また、入会金や年会費などの制度は無い。
入会の申し込み等の各種手続きは基本的に全て郵便を使って行われる。
2022年3月1日現在での個人会員数は16,191人である
。

## 『レターパーク』
会員には機関紙である『レターパーク』が毎月初めに送付される。
ここには手紙や切手に関する情報や、手紙の文例、葉書の作例、PFC主催のイベント情報が掲載されている。
その他にも、各会員が文通相手の募集する自己紹介文（各年度2回まで）を投稿でき、また掲載された自己紹介を見て他の会員に文通を申し込むことができる（各月2人まで）。ただし、中学生以下の会員と成年の会員が文通を開始する場合には、前者の保護者の同意が必要である。
2020年の春から夏にかけては、新型コロナウイルス感染症の影響により文通相手の募集が急増し、掲載の遅れや募集の一時休止が発生していた
。

## 沿革
- 1949年 （昭和24年）
  - 3月 - 名古屋逓信局(現在の日本郵便株式会社東海支社)により「郵便と旅する会」が開催される。
  - 6月 - 名古屋市東山動物園に集まった市内の中学生ら600人によって「郵便友の会」の発会式が行われ、当時東海中学校に在学していた平岩道夫が初代会長となる[5]。以降各地で郵便友の会が組織される。
- 1950年（昭和25年）- 機関紙『郵便友の会ニュース』が発刊。
- 1951年（昭和26年）- 「全国郵便友の会連合」が結成され、「全国郵便友の会連合事務局」が発足。
- 1955年（昭和30年）- 郵便友の会の指導・育成団体として、「財団法人日本郵便友の会協会」が発足。
- 1974年（昭和49年）- 結成25周年の記念式典が行われる。
- 1980年（昭和55年）- 『郵便友の会ニュース』第1000号が発行される。
- 2001年（平成13年）- 「青少年ペンフレンドクラブ」に改称することが決定、翌年施行。これに伴い、協会の名称も「(財)日本青少年ペンフレンドクラブ協会」となる。
- 2004年（平成16年）-『PFC News』がA4フルカラーに刷新。